# Klaatu

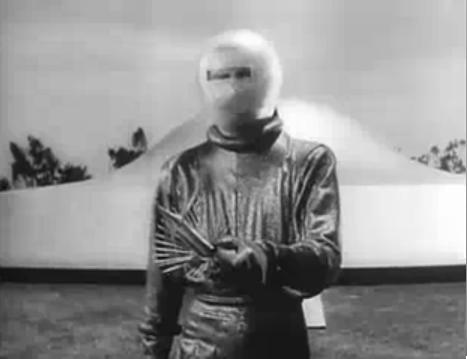
Het figuur Klaatu waar de band naar vernoemd is.

Klaatu was een Canadese progressieve-rockband uit de jaren zeventig, vernoemd naar het gelijknamige buitenaardse wezen uit de film The Day the Earth Stood Still. De band scoorde enkele hits met onder andere "California Jam" (1974), "Calling Occupants of Interplanetary Craft" (1977), "A Routine Day" (1979) en "Knee Deep In Love" (1980).

## Samenstelling
Klaatu bestond uit de volgende muzikanten:
- John Woloschuk
- Dee Long
- Terry Draper

Over de band werd lange tijd gedacht dat het de Beatles waren die onder een pseudoniem platen bleven maken. Dit gerucht werd versterkt doordat op de albums geen informatie te vinden was over de samenstelling van de band en de bandleden.

## Discografie

### Studioalbums
- 3:47 EST (1976)
- Hope (1977) met medewerking van het London Symphony Orchestra
- Sir Army Suit (1978)
- Endangered Species (1980)
- Magentalane (1981)

### Compilaties
- Klaatu Sampler (1981)
- Klaasic Klaatu (1982)
- Peaks (1993)
- Sun Set (2005)
- Raarities (2005)
- Solology (2009)

### Singles
| Jaar | Titel                  | Hitlijstposities   | Hitlijstposities      | Hitlijstposities       | Album                                                                               |
| Jaar | Titel                  | Canada RPM TOP 100 | Canada RPM A/C CHARTS | U.S. Billboard Hot 100 | Album                                                                               |
| ---- | ---------------------- | ------------------ | --------------------- | ---------------------- | ----------------------------------------------------------------------------------- |
| 1973 | "Hanus Of Uranus"      |                    |                       |                        | Origineel niet op album verschenen, later opnieuw opgenomen voor het album 3:47 EST |
| 1973 | "Doctor Marvello"      |                    |                       |                        | Origineel niet op album verschenen, later opnieuw opgenomen voor het album 3:47 EST |
| 1974 | "California Jam"       | 36                 |                       |                        | Origineel niet op album verschenen, later opnieuw opgenomen voor het album 3:47 EST |
| 1975 | "True Life Hero"       |                    |                       |                        | Origineel niet op album verschenen, later opnieuw opgenomen voor het album 3:47 EST |
| 1976 | "Calling Occupants"    | 45                 |                       | 62                     | 3:47 EST                                                                            |
| 1976 | "Sub-Rosa Subway"      |                    |                       | 62                     | 3:47 EST                                                                            |
| 1977 | "We're Off You Know"   |                    |                       |                        | Hope                                                                                |
| 1978 | "Dear Christine"       | 68                 |                       |                        | Sir Army Suit                                                                       |
| 1979 | "Juicy Lucy"           |                    |                       |                        | Sir Army Suit                                                                       |
| 1979 | "A Routine Day"        | 84                 |                       |                        | Sir Army Suit                                                                       |
| 1980 | "Knee Deep In Love"    | 52                 |                       |                        | Endangered Species                                                                  |
| 1980 | "I Can't Help It"      |                    |                       |                        | Endangered Species                                                                  |
| 1981 | "The Love Of A Woman"  | 45                 | 27                    |                        | Magentalane                                                                         |
| 1981 | "December Dream"       |                    |                       |                        | Magentalane                                                                         |
| 1981 | "A Million Miles Away" |                    |                       |                        | Magentalane                                                                         |
| 1988 | "Woman"                |                    |                       |                        | Niet op album verschenen                                                            |

### NPO Radio 2 Top 2000
| Nummer met noteringen in de NPO Radio 2 Top 2000 | '00 | '01 | '02  | '03  | '04  | '05  | '06  | '07 | '08  |
| ------------------------------------------------ | --- | --- | ---- | ---- | ---- | ---- | ---- | --- | ---- |
| A Routine Day                                    | 686 | 558 | 1076 | 1761 | 1364 | 1195 | 1894 | -   | 1776 |

1. ↑  Een '-' betekent dat het nummer niet was genoteerd en een vetgedrukt getal geeft de hoogste notering aan.
2. ↑  2000 was het eerste jaar met een notering voor dit nummer.
3. ↑  Deze tabel is bijgewerkt tot en met de laatste editie (2024).